# Покок, Джон
Джон Гревилл Агард Покок (John Greville Agard (J. G. A.) Pocock; 7 марта 1924, Лондон — 12 декабря 2023, Балтимор, Мэриленд) — новозеландский историк, историограф. Доктор философии (1952).
Именной профессор-эмерит Университета Джонса Хопкинса (с 1994), член Британской академии и Американского философского общества (1994).
Известен трудами о политической и интеллектуальной мысли, а наиболее — работой The Machiavellian Moment (1975). Представитель Cambridge School (intellectual history).

## Биография
Вырос в Крайстчерче; получил степени бакалавра и магистра истории в Университете Новой Зеландии. Степень доктора философии получил в Кембридже.
В 1966—1974 годах профессор Университета Вашингтона в Сент-Луисе.
С 1974 года профессор Университета Джонса Хопкинса, с 1994 года именной профессор-эмерит.
Почётный доктор. Читал Nicolai Rubinstein lecture (2010).
Первая книга — The Ancient Constitution and the Feudal Law (1957), вышла на основе его диссертации.
Автор книг Political Thought and History: Essays on Theory and Method (Cambridge UP, 2009) {Рец.}; Barbarism and Religion I: the Enlightenments of Edward Gibbon (Cambridge, 1999); Barbarism and Religion II: Narratives of Civil Government (Cambridge, 1999); Virtue, Commerce, and History (Cambridge, 1985); The Machiavellian Moment (Princeton, 1975).
Скончался 13 декабря 2023 года на 100-м году жизни.

## Сочинения

### Статьи
- Квентин Скиннер: история политики и политика истории / Пер. с англ. А. Акмальдиновой под ред. Е. Островской. // Новое литературное обозрение. 2015. № 4.
  - Покок Дж. Квентин Скиннер: история политики и политика истории // Кембриджская школа. Теория и практика интеллектуальной истории. — М.: Новое литературное обозрение, 2023. — С. 191—217. — 632 с. — (Интеллектуальная история). — ISBN 978-5-4448-1935-7.
- The State of the Art (Введение к книге «Добродетель, торговля и история») / Пер. с англ. А. Бондаренко и У. Климовой под ред. Е. Островской. // Новое литературное обозрение. 2015. № 4.
  - Покок Дж. The state of the art (Введение к книге «Добродетель, торговля и история») // Кембриджская школа. Теория и практика интеллектуальной истории. — М.: Новое литературное обозрение, 2023. — С. 142—190. — 632 с. — (Интеллектуальная история). — ISBN 978-5-4448-1935-7.

### Монографии
- Момент Макиавелли : Политическая мысль Флоренции и атлантическая республиканская традиция = The Machiavellian Moment. / Пер. с англ. Т. Пирусской. — М. : Новое литературное обозрение, 2020. — 886, [1] с. — («Интеллектуальная история») — ISBN 978-5-4448-1254-9